# Sebnitz
Sebnitz település Németországban, azon belül Szászország tartományban. Lakosainak száma 9537 fő (2023. december 31.). Sebnitz Bad Schandau, Staré Křečany, Doubice, Dolní Poustevna, Hřensko, Jetřichovice, Mikulášovice, Vilémov, Rathmannsdorf és Neustadt i. Sa. községekkel határos.

## Népesség
A település népességének változása:
| Lakosok száma | 9623 | 9552 | 9248 | 9522 | 9537 |
|               | 2017 | 2019 | 2021 | 2022 | 2023 |